# Monocondica
Monocondica là một chi bướm đêm thuộc họ Noctuidae.